# East Oakdale (Kalifornija)
East Oakdale je naseljeno područje za statističke svrhe u američkoj saveznoj državi Kalifornija. Prema popisu stanovništva iz 2010. u njemu je živjelo 2,762 stanovnika.